# Вогневий спис

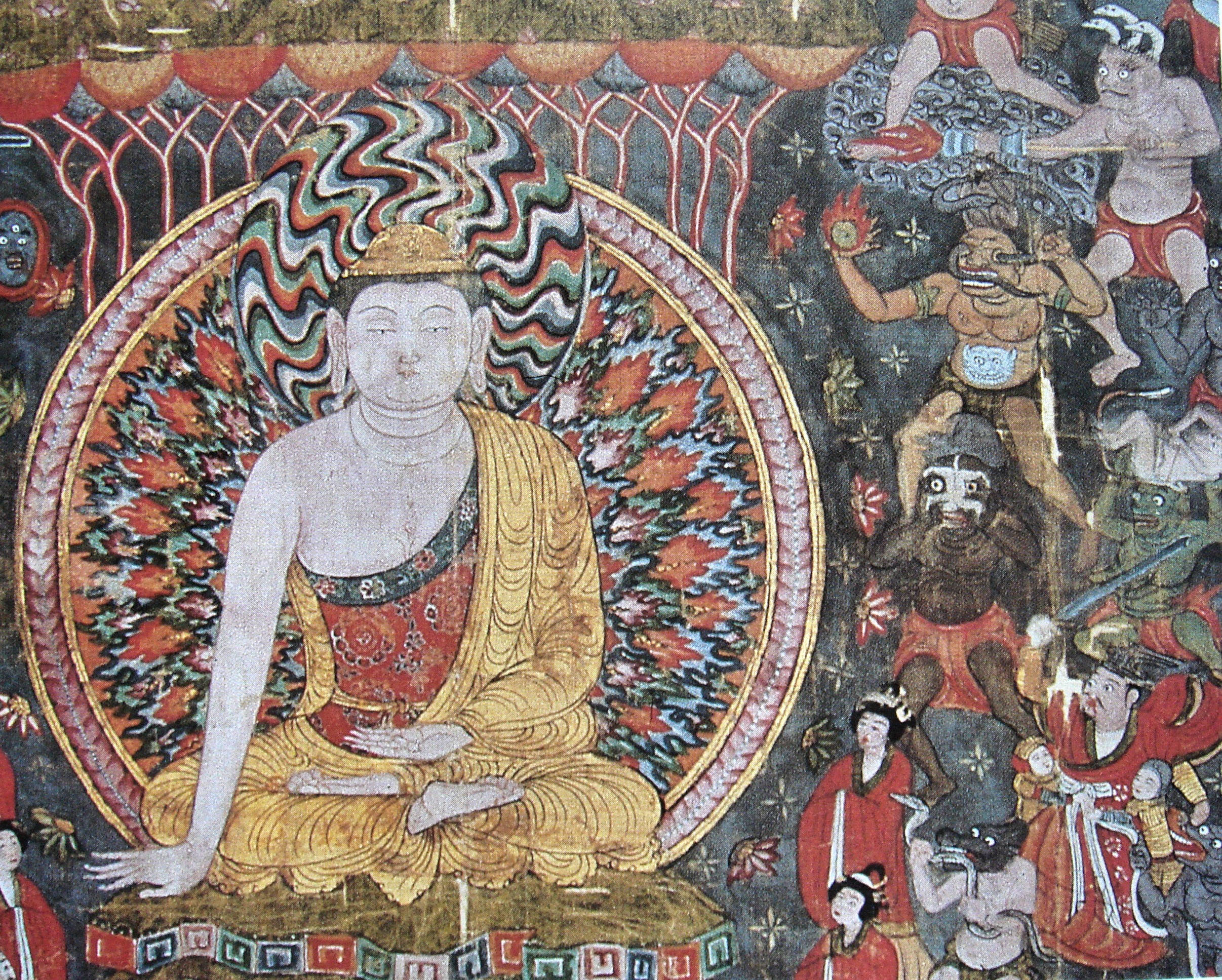
Найдавніше відоме зображення вогняного списа (верхній правий кут), Дуньхуан, 950 рік нашої ери.

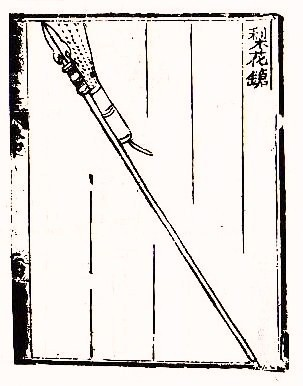
Вогняний спис, як зображено в «Huolongjing», кінець 14 століття (прибл. 1360-1375).

Вогненний спис (спрощена китайська: 火枪; традиційна китайська: 火槍; піньїнь: huǒqiāng; буквально «вогненний спис») був пороховою зброєю та предком сучасної вогнепальної зброї. Вперше він з'явився в Китаї в 10–12 століттях і з великим ефектом використовувався під час воєн Цзінь-Сун. Він почався як невеликий піротехнічний пристрій, прикріплений до древкової зброї, і використовувався для отримання ударної переваги на початку ближнього бою. З удосконаленням пороху розряд вибуху збільшувався, а також додавалися уламки або кульки, що давало йому деякі ефекти комбінації сучасного вогнемета та дробовика, але з дуже малою дальністю (близько 3 метрів або 10 футів) і лише одним пострілом (деякі були розраховані на два постріли). До кінця 13-го століття стволи вогнепальних списів перейшли на металевий матеріал, щоб краще протистояти вибуховій речовині, а наконечник списів був відкинутий. Зброярі покладалися виключно на пороховий вибух. Вогневий спис можна розглядати також як першу ручну гармату.